# 红霉脱氧糖胺
红霉脱氧糖胺（或称为3-(二甲氨基)-3,4,6-三脱氧己糖，3-(dimethylamino)-3,4,6-trideoxyhexose）是一种含氮有机化合物，分子式C
8H
17NO
3，是存在于红霉素、阿奇霉素、克拉黴素等许多大環內酯结构中的糖胺。